# Пьянков, Ян Степанович
Ян Степанович Пьянков (12 августа 1937 года, Губаха, Пермская область, РСФСР, СССР — 9 мая 2000 года, п. Черёмухово, Североуральский горсовет, Свердловская область, Россия) — Герой Социалистического Труда (1971), бригадир проходчиков Северо-Уральского бокситового рудника Министерства цветной металлургии СССР Свердловской области.
Окончил Высшую партийную школу (1977).

## Биография
Родился 12 августа 1937 года в городе Губаха Пермской области в семье рабочих.
Свою трудовую деятельность начал бурщиком-проходчиком на шахте № 10 «Капитальная» в 1962 году, затем стал бригадиром бригады проходчиков-скоростников в 1965 году. Бригада установила рекорд Урала по проходке горизонтальных выработок в 658,2 метров в 1971 году. В 1974 году установила ещё один рекорд Урала по проходке в 802 метра откаточного штрека горизонта минус 130 метра на шахте «Черемуховская». С 1987 года работал мастером-взрывником.
В 1972 году за установление рекорда Урала был награждён автомобилем «Москвич», который пришлось выкупать за собственные деньги. Бригаде тогда выделили 8 мотоциклов «Урал», которые они также выкупали.
Делегат XXIV съезда КПСС.
Умер 9 мая 2000 года в п. Черёмухово Североуральского горсовета.

## Память
Решением депутатов Думы Североуральского городского округа имя Пьянкова Ян Степановича занесено в городскую Вечную книгу славы.

## Награды
За свои достижения был награждён:
- 1966 — орден Ленина «за успехи, достигнутые в развитии цветной металлургии СССР в досрочном выполнении государственного плана по добыче боксита, за развитие скоростных проходок»;
- 30.03.1971 — звание Герой Социалистического Труда с золотой медалью Серп и Молот и орден Ленина «за выдающиеся успехи в выполнении производственных заданий»;
- медали